# Faye (rivière)
Pour les articles homonymes, voir Faye.
La Faye est une rivière française qui coule dans les départements du Puy-de-Dôme et de la Loire. C'est un affluent de la Dore en rive droite, donc un sous-affluent de la Loire par la Dore, puis par l'Allier.

## Géographie
La Faye naît sur le territoire du Brugeron, commune du département du Puy-de-Dôme située dans une zone fort boisée des monts du Forez, sur le versant occidental du mont de la Pirouse (1 387 mètres). Peu après sa naissance, elle matérialise la limite avec le département de la Loire, le temps de baigner la petite localité de La Chambonie, puis revient définitivement dans le Puy-de-Dôme. Son orientation générale va de l'est vers l'ouest, mais par le biais d'importants méandres. Elle se jette dans la Dore (rive droite) à la limite entre les communes d'Augerolles et d'Olliergues, petite localité située à une vingtaine de kilomètres au nord (en aval) d'Ambert.

## Communes traversées
La Faye traverse ou longe les communes suivantes d'amont en aval :
- département du Puy-de-Dôme : Le Brugeron,
- département de la Loire : La Chambonie,
- département du Puy-de-Dôme : La Renaudie, Olmet, Augerolles et Olliergues.

## Hydrologie
La Faye est une rivière fort abondante et modérément irrégulière, à l'instar de ses voisines de l'ouest du massif du Forez, et avant tout de la Dore. Son débit a été observé durant une période de 43 ans (1965-2007), à Augerolles, localité du département du Puy-de-Dôme située au niveau de son confluent avec la Dore. La surface ainsi étudiée est de 72 km2, soit la totalité du bassin versant de la rivière.
Le module de la rivière à Augerolles est de 1,68 m3/s.
La Faye présente des fluctuations saisonnières de débit bien marquées, comme très souvent dans le bassin de la Loire et dans le Massif central français. Les hautes eaux se déroulent en hiver et au printemps et se caractérisent par des débits mensuels moyens allant de 2,07 à 2,34 m3/s, de décembre à mai inclus, avec deux maxima peu marqués, le premier en février (2,3 m3/s) et le second en avril (2,34 m3/s). À partir du mois de juin, le débit baisse fortement ce qui mène très rapidement aux basses eaux d'été. Celles-ci ont lieu de juillet à septembre inclus, entraînant une  baisse du débit mensuel moyen allant jusqu'à 0,765 m3/s au mois d'août, ce qui reste très confortable. Mais ces moyennes mensuelles cachent des fluctuations plus prononcées sur de courtes périodes ou selon les années.
Aux étiages, le VCN3 peut chuter jusque 0,190 m3/s (190 litres par seconde), en cas de période quinquennale sèche, ce qui est loin d'être sévère. Ceci correspond au profil moyen des cours d'eau de la région.
Les crues peuvent être importantes compte tenu de l'exiguïté du bassin versant de la rivière. Les QIX 2 et QIX 5 valent respectivement 15 et 21 m3/s. Le QIX 10 est de 26 m3/s, le QIX 20 de 30 m3/s, tandis que le QIX 50 se monte à 35 m3/s.
Le débit instantané maximal enregistré à Augerolles a été de 43,8 m3/s le 1er août 1968, tandis que la valeur journalière maximale était de 31,5 m3/s le 18 mars 1988. En comparant la première de ces valeurs à l'échelle des QIX de la rivière, il apparaît que cette crue était largement supérieure au niveau de crue cinquantennal défini par le QIX 50, et donc certainement centennale et peut-être plus encore.
La Faye est une rivière très abondante. La lame d'eau écoulée dans son bassin versant est de 736 millimètres annuellement, ce qui est plus de deux fois supérieur à la moyenne d'ensemble de la France, et bien sûr aussi nettement supérieur à la moyenne du bassin de la Loire (plus ou moins 245 millimètres), de l’Allier (326 millimètres) et de la Dore (415 mm). Le débit spécifique (ou Qsp) atteint 23,3 litres par seconde et par kilomètre carré de bassin.